# Март 2023 года

Список событий марта 2023 года.

## События
- 1 марта
  - По результатам выборов президента в Нигерии президентом страны стал Бола Тинубу, а вице-президентом — Кашим Шеттима.
  - В результате лобового столкновения пассажирского и грузового поездов в Греции погибли 36 человек, ещё 66 попали в больницу[1].
  - Рекордсмен по голам на одном чемпионате мира по футболу Жюст Фонтен умер в возрасте 89 лет[2].
  - В Москве состоялось полное открытие Большой кольцевой линии — самой протяжённой кольцевой линии метро в мире[3].
  - Премьер-министр Израиля Биньямин Нетаньяху заявил о том, что закон о смертной казни для террористов прошёл утверждение в Кнессете[4]; принятие данного закона станет первым в истории этой страны прецедентом по введению смертной казни в качестве законодательно утверждённого наказания за определённый вид правонарушения, ранее смертная казнь применялась в Израиле всего дважды за всю историю, это были разовые прецеденты[5].

- 2 марта
  - Вторжение России на Украину: российские войска обстреляли Запорожье. Одна ракета попала пятиэтажный жилой дом, полностью разрушив один подъезд. Погибли 11 человек[6].
  - ФСБ России заявила о нападении «украинских диверсантов» на несколько населённых пунктов Брянской области. Путин назвал это «терактом», ВСУ — провокацией ФСБ. Ответственность за инцидент взял Русский добровольческий корпус[7][8][9].
  - Новым президентом Вьетнама стал Во Ван Тхыонг[10].
  - Польская археологическая группа, работающая в Судане, обнаружила древние каменные блоки с выгравированными на них иероглифами, возраст которых датируется первым тысячелетием до нашей эры, что значительно меняет представления о возрасте города Старая Донгола, который считался основанным в V веке нашей эры[11].

- 3 марта
  - В столице Черногории произошёл взрыв около здания суда, в результате чего 1 человек погиб, 7 получили ранения[12].

- 4 марта
  - Российский теннисист Даниил Медведев выиграл в финале турнира категории ATP-500 в Дубае (ОАЭ) у своего соотечественника Андрея Рублёва, получив 18-ю победу подряд[13].
  - Американка Микаэла Шиффрин пятый раз в карьере выиграла Кубок мира по горнолыжному спорту[14].
  - Киберспорт: В Лиме завершается международный турнир по ДОТА 2 (The Lima Major 2023). Ни одна из российских команд не попала даже в 1/8 финала[15][16].
  - Выступавшая еще за сборную СССР, 46-летняя узбекистанская гимнастка Оксана Чусовитина заняла призовое место в опорном прыжке на этапе Кубка мира по спортивной гимнастике в Дохе[17].

- 5 марта
  - По итогам парламентских выборов в Эстонии 37 из 101 места в Рийгикогу получила Партия реформ Эстонии премьер-министра Каи Каллас[18]

- 6 марта
  - Во Франции на неделю прекращают работу три из четырёх терминалов сжиженного природного газа (СПГ), их работники объявили о прекращении работы на неделю в знак протеста против пенсионной реформы[19].
  - 6 человек получили ножевые ранения в результате нападения около центрального вокзала в Милане[20].
  - Испанские власти обратились к США, чтобы там забрали почву, которая оказалась загрязнена плутонием в результате авиакатастрофы, произошедшей в 1966 году[21].

- 7 марта
  - Белоруссия и вторжение России на Украину: президент Белоруссии Александр Лукашенко назвал президента Украины Владимира Зеленского «гнидой» за попытку диверсии на аэродроме Мачулищи, а также в очередной раз заявил, что Белоруссию «не удастся втянуть в конфликт на Украине»[22][23].
  - JAXA инициировала самоуничтожение ракеты-носителя H3 из-за невозможности запустить двигатель второй ступени[24].
  - В Якутии в кимберлитовой трубке Удачная обнаружили древнейший в мире алмаз, его возраст составляет 3,6 миллиарда лет[25].
  - По меньшей мере 9 человек погибли, ещё 100 пострадали при взрыве здания в Бангладеш[26].
  - В Грузии начались протесты против нового закона об иностранных агентах. Сообщается, что полиция применила против протестующих водомёты и слезоточивый газ[27].

- 8 марта
  - Йоханнес Тиннес Бё выиграл Кубок мира по биатлону в общем зачёте[28].
  - Притцкеровскую премию в области архитектуры получил Дэвид Чипперфилд[29].
  - В Южной Корее 3 человека погибли и 17 пострадали в результате того, что грузовик въехал в толпу людей[30].
  - В результате столкновения в воздухе двух самолётов во Флориде погибли 4 человека[31]
  - Учёные обнаружили самое древнее материальное свидетельство существования культа скандинавских Одина и Тора, находка датируется примерно 400 годом нашей эры[32].

- 9 марта
  - Японские биологи сумели получить мышиное потомство без матери, от двух отцов; эксперимент проходил в Университете Кюсю[33].
  - В израильском Бейтар-Илите объявлен комендантский час, жителям запретили покидать свои дома после того, как в городе была совершена попытка теракта, а позднее выяснилось, что террористы оставили ещё по меньшей мере 3 сумки с бомбами в различных местах[34].
  - Стрельба в Гамбурге в центре свидетелей Иеговы: 8 человек погибли и 25 пострадали[35][36].
  - Россия нанесла массированный ракетный удар по Украине: повреждения инфраструктуры в Киеве, Одесской области и Харькове, отключения электричества, задержки поездов. Полностью обесточена Запорожская АЭС. Над Николаевской областью силы ПВО сбили 9 российских ракет. После попадания ракеты по жилой зоне в Великой Ольшанице в Золочевском районе Львовской области погибло 5 человек[37].

- 10 марта
  - «Золотая малина»: фильм-номинант на премию «Оскар» о Мэрилин Монро «Блондинка» признан худшим в году[38].
  - Си Цзиньпин после прошедших выборов стал первым в истории Китая политиком, в третий раз подряд возглавившим эту страну[39].
  - Калифорнийский Silicon Valley Bank с активами более 200 млрд долларов объявил о прекращении платежей. Это называют крупнейшим банкротством банка в США с мирового финансового кризиса 2008 года[40].
  - Иран и Саудовская Аравия подписали соглашение о возобновлении дипломатических отношений, прерванных в 2016 году[41].

- 11 марта
  - Спорт
    - Американка Микаэла Шиффрин установила рекорд по победам на этапах Кубка мира по горнолыжному спорту, превзойдя достижение Ингемара Стенмарка 1989 года[42].
    - Марко Одерматт выиграл Кубок мира по горнолыжному спорту в общем зачёте[43].

  - Пилотируемый космический корабль Crew Dragon компании SpaceX с экипажем миссии Crew-5 приводнился в Мексиканском заливе у побережья штата Флорида. На Землю вернулись Анна Кикина, Николь Манн, Джош Кассада и Коити Ваката[44].

- 12 марта
  - Культура и искусство
    - Состоялась 95-я церемония вручения премии «Оскар»: семь наград, включая премии за лучший фильм и лучшую режиссуру, присуждены картине «Всё везде и сразу» режиссёров Дэна Квана и Дэниела Шайнерта; лучшим актёром признан Брендан Фрейзер («Кит»), лучшей актрисой — Мишель Йео («Всё везде и сразу»); приз за лучший фильм на иностранном языке получила лента «На Западном фронте без перемен». Лучший документальный фильм — «Навальный»[45].

  - Происшествия и катастрофы
    - У берегов Мадагаскара перевернулась лодка, погибло 22 человека[46].

  - Бизнес и экономика
    - В США вслед за Silicon Valley Bank закрылся из-за системных рисков банк-аналог Signature Bank, базировавшийся в Нью-Йорке[47].
    - Минфин США, Федеральный резерв и Федеральная корпорация по страхованию вкладов приняли совместное решение о компенсации потерь вкладчикам SVB и Signature Bank[48].
    - Наследный принц Саудовской Аравии Мухаммед ибн Салман Аль Сауд заявил о создании авиакомпании Riyadh Air[49].

- 13 марта
  - Политика и выборы
    - В Пекине завершилась первая сессия Всекитайского собрания народных представителей 14-го созыва[50].

  - В Иране в рамках амнистии помиловали около 22 000 участников протестов[51].

- 14 марта
  - Происшествия и катастрофы
    - В Колумбии результате взрывов метана на угольных шахтах в муниципалитете Сутатауса департамента Кундинамарка погиб 21 человек[52]

  - Американский БПЛА MQ-9 Reaper был затоплен в международных водах Чёрного моря после инцидента с участием двух Су-27 ВВС РФ. Госдеп США вызвал российского посла в связи с произошедшим[53].
  - Власти Китая объявили о снятии ограничений на выдачу виз, Пекин возобновляет выдачу виз без ограничений с 15 марта[54]
  - Вторжение России на Украину: Черноморская зерновая сделка, действие которой истекало 18 марта, продлена на 60 дней[55].
  - Сейм Литвы единогласно принял резолюцию о признании группы «Вагнер» террористической организацией[56].
  - Спорт
    - Эрлинг Холанн из «Манчестер Сити» стал первым европейским футболистом, забившим 5 мячей за матч Лиги чемпионов УЕФА[57].
    - Самая титулованная биатлонистка в истории чемпионатов мира Марте Олсбю-Рёйселанн объявила о завершении спортивной карьеры в возрасте 32 лет[58].

- 15 марта
  - Корпорация Microsoft сообщила о хакерском взломе почтового сервиса Outlook[59].
  - Спорт
    - Фанаты футбольных клубов «Наполи» и «Айнтрахт» устроили массовые беспорядки и драку с полицией в Неаполе в преддверии матча 1/8 финала Лиги чемпионов УЕФА[60].
    - Форвард бельгийского «Гента» Гифт Орбан в матче Лиги конференций УЕФА против турецкого клуба «Истанбул Башакшехир» забил три мяча за 3 минуты и 25 секунд, это самый быстрый хет-трик в истории еврокубков[61].

- 16 марта
  - Иностранная военная помощь Украине в российско-украинской войне: Польша заявила о передаче Украине 4 истребителей МиГ-29, это первый случай передачи страной НАТО боевых самолётов Украине[62].
  - В КНДР заявили, что страна провела испытание межконтинентальной баллистической ракеты «Хвасон-17»[63].
  - Конгресс депутатов Испании одобрил законопроект, направленный на защиту животных. Согласно новому закону, будущий владелец должен пройти специальное обучение, прежде чем завести собаку. Закон также предусматривает запрет на продажу собак, кошек и хорьков в зоомагазинах, а также их выставление на всеобщее обозрение в коммерческих целях[64].
  - Протесты против пенсионной реформы во Франции: премьер-министр Франции Элизабет Борн объявила о принятии пенсионной реформы без финального голосования в Национальной ассамблее[65].
  - На территории погрануправления ФСБ России по Ростовской области в Ростове-на-Дону произошло возгорание ГСМ, затем взрыв и частичное разрушение строения. В результате погибло не менее четырёх человек[66][67].

- 17 марта
  - Конфликты
    - Международный уголовный суд выдал ордер на арест президента РФ Владимира Путина и уполномоченного при президенте РФ по правам ребенка Марии Львовой-Беловой по подозрению в военном преступлении — незаконной депортации детей с оккупированных территорий Украины в Россию[68]

  - В регионе Кагера на северо-западе Танзании 5 человек умерли от неизвестной болезни, признаки того же заболевания выявлены ещё у 7 человек[69].
  - Спорт
    - Победителем Международного Иерусалимского марафона[англ.] стал кениец Ноа Киган Кипротич, в женском зачёте победила Маргарет Ньюгуна[70].

- 18 марта
  - Бизнес и экономика
    - Лондонская биржа металлов обнаружила на складе мешки с камнями вместо никеля, после чего LME аннулировала девять документов о праве собственности на никель, размещенный на складе, и предупредила об этом владельца. Они распространялись примерно на 54 т металла стоимостью $1,3 млн[71].

  - Спорт
    - Норвежец Йоханнес Хёсфлот Клебо 4-й раз в карьере выиграл Кубок мира по лыжным гонкам в общем зачёте[72].
    - Жюлья Симон стала первой с 2005 года француженкой, выигравшей Кубок мира по биатлону в общем зачёте[73].

  - Происшествия и катастрофы
    - Землетрясение в Эквадоре магнитудой 6,8: более 15 погибших, более 400 пострадавших[74].
    - Пожар в историческом центре города Банска-Штьявница, входящем в список объектов всемирного наследия ЮНЕСКО в Словакии[75].

  - Конфликты
    - Вторжение России на Украину: президент России Владимир Путин посетил оккупированные территории Украины впервые с начала войны[76].

- 19 марта
  - Политика и выборы
    - В Казахстане прошли внеочередные парламентские выборы, первое место заняла правящая партия «Аманат»[77].
    - В Черногории состоялся первый тур президентских выборов. Во второй тур, который пройдёт 2 апреля, вышли действующий президент Мило Джуканович и бывший министр экономики и экономического развития Яков Милатович[78].

  - Спорт
    - Завершился Кубок мира по горнолыжному спорту 2022/2023[79].
    - Завершился Кубок мира по биатлону 2022/2023[80].

  - Происшествия и катастрофы
    - На юге Бангладеш в результате аварии автобуса погибли 19 человек[81].

- 20 марта
  - Бизнес и экономика
    - Онлайн-ритейлер Amazon планирует сократить 9 тысяч сотрудников, увольнения произойдут в основном в структуре облачной платформы AWS, подразделении People, Experience and Technology (PXT), занимающимся кадровыми вопросами, а также в рекламном отделе и подразделении Twitch, говорится в заявлении гендиректора компании Энди Джесси, опубликованном на сайте Amazon[82].

  - Политика и выборы
    - Китайско-российские отношения: председатель КНР Си Цзиньпин прибыл в Москву с трёхдневным государственным визитом[83].

  - Международное сотрудничество
    - В Латвии начались учения стран НАТО «Хрустальная стрела 2023», организованные мотострелковой бригадой вооружённых сил Латвии. Учения продлятся до 31 марта[84].

- 21 марта
  - Конфликты
    - Иностранная военная помощь Украине в российско-украинской войне: заместитель министра обороны Великобритании (англ. Minister of State for Defence) баронесса Аннабель Голди заявила, что Великобритания будет поставлять Украине бронебойные снаряды с обеднённым ураном для использования их в танках «Челленджер 2»[85].

  - Происшествия и катастрофы
    - В Афганистане произошло землетрясение силой 6,5 балла[86].

  - Наука и изобретения
    - Учёные из Института зоологии Кёльнского университета и Эдинбургского университета впервые выявили у доисторических морских животных трилобитов расположенные между фасеточными глазами простые глазки́, сходные с подобными структурами у других ископаемых и современных членистоногих[87].
    - В ОАЭ представили ховербайк Xturismo, разработанный для эксплуатации в условиях пустыни[88].
    - Автоматическая межпланетная станция Hakuto-R M1[нем.] японской компании ispace[англ.], несущая два лунохода на борту, выполнила коррекцию орбиты и успешно вышла на орбиту вокруг Луны[89].

  - Спорт
    - Завершился розыгрыш Мировой бейсбольной классики. В финале в Майами Япония обыграла США (3-2)[90].

- 22 марта
  - История
    - В Белоруссии отметили 80-летний юбилей памяти трагедии в Хатыни[91].

  - Наука и изобретения
    - Роберт Меткалф удостоен премии Тьюринга «за изобретение, стандартизацию и коммерциализацию сетей Ethernet»[92]
    - Учёные впервые смогли доказать присутствие нейтрино в большом адронном коллайдере[93]
    - В Австралии обнаружен новый вид пауков, его размеры достигают 20 сантиметров. Вид получил название Euoplos dignitas[94]
    - Учёные впервые расшифровали ДНК композитора Людвига ван Бетховена и определили у него Y-хромосомную гаплогруппу I1, тогда как у пяти потомков его брата определили другую гаплогруппу[95]

  - Политика и выборы
    - Президент Молдавии Майя Санду подписала закон о признании государственным языком республики румынского вместо молдавского[96]

  - Экономика и бизнес
    - Министр транспорта Дании Томас Даниэльсен[англ.] поддержал долгосрочный план по введению платы за въезд в города (congestion charge). Нинетте Пилегор (Ninette Pilegaard) из Датского технического университета сообщила новостному изданию The Local, что вполне реально ожидать, что сборы вступят в силу примерно в 2030 году[97].

  - Спорт
    - В Японии начался чемпионат мира по фигурному катанию[98].

- 23 марта
  - Спорт
    - Рику Миура и Рюити Кихара стали первыми в истории японцами, выигравшими чемпионат мира в парном фигурном катании[99].
    - Харри Кейн стал лучшим бомбардиром в истории сборной Англии по футболу, забив 54-й мяч в своей 81-й игре[100].

  - Международное сотрудничество
    - Финляндия и НАТО: президент Финляндии Саули Ниинистё подписал законы о вступлении страны в Североатлантический альянс. Заявку Финляндии одобрили все страны НАТО, кроме Турции и Венгрии[101].

  - Происшествия и катастрофы
    - Произошло нападение на жилой комплекс дипломатической миссии Уганды в Нью-Йорке[102].

  - Наука и изобретения
    - Ракета-носитель Terran 1 компании Relativity Space (первая ракета в основном изготовленная методом 3D-печати), не смогла достичь орбиты. Она прошла точку максимального аэродинамического сопротивления Max-Q, первая и вторая ступени успешно разделились, но отказал двигатель второй ступени[103][104].

  - Законодательство и преступления
    - Бывший президент Индийского национального конгресса Рахул Ганди приговорён к 2 годам тюрьмы за распространение сведений, порочащих премьер-министра Индии Нарендру Моди. Выступая на политическом митинге своих сторонников в Гуджарате в 2019 году, Ганди якобы задался вопросом, «почему все воры носят общую фамилию Моди». После вынесения приговора Ганди был выпущен под залог сроком на 30 дней[105].
    - Не менее 13 человек погибли в результате полицейского рейда в фавелах Сан-Гонсалу в бразильском штате Рио-де-Жанейро. В ходе рейда были захвачены два лидера группировки «Красная команда»[106].

- 24 марта
  - Происшествия и катастрофы
    - В Перу при падении автобуса с обрыва погибли по меньшей мере 6 человек, 11 пострадали[107].
    - В столице Ливана Бейруте недовольные вкладчики устроили беспорядки около здания Центробанка[108].

  - Международные отношения
    - Визит короля Великобритании Карла III во Францию, планировавшийся на 26—29 марта, перенесён из-за продолжающихся в стране протестов[109].

  - Управление по контролю за иностранными активами Министерства финансов США (OFAC) внесло в санкционный список белорусских производителей грузовой автотехники БелАЗ и МАЗ[110].

- 25 марта
  - Международные отношения
    - Китай и Гондурас установили дипломатические отношения. Одновременно с этим Гондурас разорвал отношения с Тайванем[111][112].
    - Владимир Путин сообщил о размещении российского тактического ядерного оружия в Белоруссии через несколько дней после совместного заявления России и Китая о том, что «все ядерные державы не должны размещать ядерное оружие за пределами национальных территорий»[113].

- 26 марта
  - Происшествия и катастрофы
    - Не менее 29 мигрантов погибли у берегов Туниса в результате крушения трёх лодок с беженцами из Африки, направлявшихся в Европу[114].

  - Спорт
    - В финском Лахти завершился Кубок мира по лыжным гонкам 2022/2023[115].
    - В Японии показательными выступлениями завершился чемпионат мира по фигурному катанию. 3 золотые медали на турнире завоевали японцы, одно золото выиграли американцы[116].
    - В Индии завершился чемпионат мира по боксу среди женщин. Первое место в медальном зачёте заняли спортсменки Индии (4 золотые медали)[117].
    - Женская сборная Швейцарии по кёрлингу (скип Сильвана Тиринцони) выиграла чемпионат мира 4-й раз подряд[118].

- 27 марта
  - Политика и выборы
    - Хамза Юсаф избран лидером Шотландской национальной партии и с 29 марта станет первым министром Шотландии[119].
    - В Российской Федерации произошел первый случай, когда суд, посадив родителей по политическим причинам, оставил ребёнка одного (дело Маши Москалевой).

  - Протесты
    - Премьер-министр Израиля Биньямин Нетаньяху объявил о приостановке до лета проведения в Кнессете судебной реформы на фоне продолжающихся общенациональных протестов. После этого заявления крупнейший профсоюз «Гистадрут» заявил об отмене общенациональной забастовки[120].
    - Крупнейшая за несколько десятилетий забастовка работников транспорта проходит в Германии, в стране практически не работает транспорт[121].

  - Происшествия и катастрофы
    - В результате теракта в Кабуле погибли по меньшей мере 6 человек, ещё несколько пострадали[122].
    - По меньшей мере 6 человек погибли в результате стрельбы в школе американского города Нэшвилл, стрельбу открыла одна из школьниц-подростков[123].
    - В США в результате железнодорожного происшествия опрокинулись более 30 вагонов грузового поезда, произошла утечка нефтепродуктов, на ликвидацию которой потребуется от 7 до 10 дней[124].

- 28 марта
  - Происшествия и катастрофы
    - В результате пожара в центре для мигрантов в мексиканском Сьюдад-Хуаресе погибли 38 человек[125].

- 29 марта
  - Спорт
    - ФИФА лишила Индонезию статуса страны-хозяйки чемпионата мира по футболу среди молодёжных команд U20, который должен был начаться 20 мая 2023 года. Причиной стали призывы на государственном уровне в Индонезии не допускать сборную Израиля к участию в турнире[126][127].
    - Клуб НБА «Сакраменто Кингз» впервые за 17 лет сумел пробиться в плей-офф. 16 лет без выходов в плей-офф — антирекорд в истории главных спортивных лиг Северной Америки[128].

  - Наука и технологии
    - Астрономы из Даремского университета (Великобритания) обнаружили сверхмассивную чёрную дыру — примерно в 33 миллиарда раз больше массы Солнца[129].
    - Илон Маск вместе с более чем 1000 экспертов в области искусственного интеллекта (ИИ) опубликовал письмо с требованием ввести мораторий на обучение систем более мощных, чем GPT-4, так как неконтролируемый процесс в этой области, по мнению Маска и согласных с ним экспертов, может представлять угрозу для человечества[130].

  - Экология
    - В Индии в парке Куно впервые за 75 лет удалось получить потомство у живущих тут гепардов; потомство животных было получено в рамках программы по реинтродукции гепардов в Индии[131].

- 30 марта
  - Происшествия и катастрофы
    - Над американским штатом Кентукки во время учений столкнулись два вертолёта Вооружённых сил США[132].
    - В Чили произошло землетрясение силой 6,3 балла[133].

  - Политика
    - 63‑летнего пенсионера Михаила Симонова приговорили к семи годам колонии за два комментария в социальной сети.

- 31 марта
  - Происшествия и катастрофы
    - В индийском городе Индаур при обрушении пола в индуистском храме погибли 35 человек[134].

  - Общество
    - Председателя Marvel Entertainment 80-летнего Айзека Перлмуттера уволили с должности в ходе кампании по сокращению расходов, начатой Disney[135].
    - Суд в американском штате Юта оправдал Гвинет Пэлтроу по делу о столкновении на горнолыжном спуске в 2016 году[136].

  - Наука и технологии
    - Италия стала первой европейской страной, где ограничили использование чат-ботом с искусственным интеллектом ChatGPT данных итальянских пользователей, причина этого — несоблюдение правил конфиденциальности[137].

  - Политика
    - Российская Генпрокуратура признала «Свободный университет», основанный бывшими преподавателями ВШЭ, нежелательной организацией[138].